# Philautus gracilipes
Philautus gracilipes és una espècie de granota que es troba a la Xina, Laos, Tailàndia i el Vietnam.
Està amenaçada d'extinció per la pèrdua del seu hàbitat natural.